# Pararge maderakal
Pararge maderakal är en fjärilsart som beskrevs av Guérin-ménéville 1849. Pararge maderakal ingår i släktet Pararge och familjen praktfjärilar. Inga underarter finns listade i Catalogue of Life.